# دانشگاه اوتاگو، ولینگتون

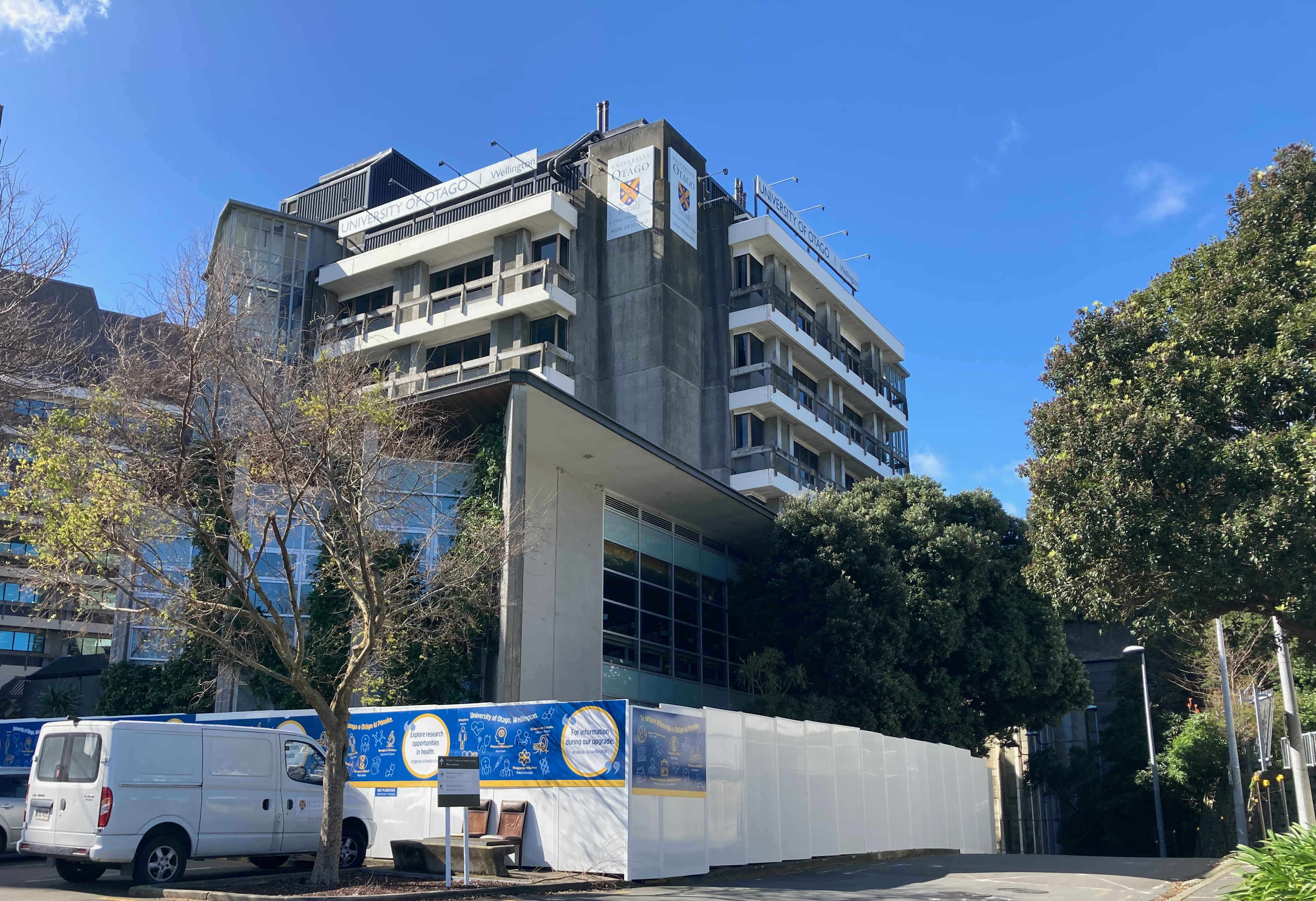
دانشگاه اوتاگو در ولینگتون

دانشگاه اوتاگو، ولینگتون یکی از هفت مدرسه مؤلفه ای است که بخش علوم بهداشت دانشگاه اوتاگو را تشکیل می‌دهد. همه دانشجویان پزشکی دانشگاه اوتاگو که پس از یک برنامه رقابتی سال اول علوم بهداشتی وارد می‌شوند، یا وارد مقطع کارشناسی ارشد می‌شوند، سال دوم و سوم خود را در داندین در برنامه ای به نام یادگیری اولیه در پزشکی (ELM) می‌گذرانند که به‌طور مشترک توسط دانشکده پزشکی اوتاگو و دانشکده علوم زیست پزشکی آموزش داده می‌شود. . در سال‌های چهارم، پنجم و ششم، دانشجویان پزشکی در یکی از سه دانشکده بالینی (دانشکده پزشکی اوتاگو یا دانشگاه اوتاگو، کرایست چرچ یا دانشگاه اوتاگو، ولینگتون) تحصیل می‌کنند.
از اوایل دهه ۱۹۲۰، دانشجویان دانشگاه اتاگو می‌توانستند آخرین سال آموزش خود را در بیمارستان‌های اوکلند، کرایست‌چرچ یا ولینگتون و نیز داندین به پایان برسانند. در سال ۱۹۲۶ بیمارستان ولینگتون به یک بیمارستان آموزشی شناخته شده تبدیل شد. در سال ۱۹۷۱ تصمیم گرفته شد که یک دانشکده بالینی تأسیس شود. با افتتاح بلوک آکادمیک در خیابان Mein در سال ۱۹۷۷، دانشکده بالینی پیشرو دانشگاه اوتاگو، ولینگتون بود. پنجاه و دو دانش آموز سال چهارم در سال ۱۹۷۷ وارد مدرسه شدند در سال ۲۰۲۱ ساختمان پردیس، در مجاورت بیمارستان منطقه‌ای ولینگتون، به دلیل نگرانی‌های زلزله بسته شد.
رشته‌های علوم بهداشتی اضافی در دوندین و کرایست چرچ تدریس می‌شود.